# بيتر كوشنغ
بيتر كوشنغ (بالإنجليزية: Peter Wilton Cushing) ممثل بريطاني (ولد يوم 26 مايو من العام 1913 في قرية دولويتش - إحدى ضواحي جنوب لندن) اشتهر بدور شرلوك هولمز تمتد مسيرته الفنيه 6 عقود، شارك خلالها في أكثر من 100 فيلما، فضلا عن مشاركته في العديد من الادوار في التلفزيون، المسرح والإذاعة.
لمع كوشنغ في عدة أفلام، منها : قطار الرعب و حرب النجوم، وحصل على جائزة أفضل ممثل بريطاني سنة 1956 م بجائزة أكاديمية التلفزيون البريطاني. توفي في 11 أغسطس 1994.